# Cobra Repórter
Devanil Reginaldo da Silva (Apucarana, 10 de agosto de 1974), popularmente conhecido como Cobra Repórter, é um radialista, locutor, apresentador e político brasileiro eleito à Assembleia Legislativa do Paraná (ALEP) pelo Partido Social Democrático (PSD).
O apelido que adotou como nome tem referência à sua origem, o Sítio das Cobras, na zona rural de Londrina. Foi dado por um locutor da Rádio Cultura de Rolândia, onde Cobra iniciou sua carreira. Também trabalhou como repórter na televisão. Em 2008, assumiu o comando de seu próprio programa na TV Tropical. Foi por quatro anos apresentador do programa Balanço Geral na RIC TV.
Foi eleito deputado estadual pela primeira vez em 2014, quando alcançou 29 mil votos. Em 2018, foi reeleito com quase 47 mil. Em paralelo à atuação parlamentar, apresenta programas nas rádios Cultura, de Rolândia, na Jaguar FM, de Jaguapitã, e Cidade AM em Cambé.